# Wilhelm Brunotte
Friedrich Wilhelm Gottlieb Brunotte (* 5. Dezember 1844 in Nöschenrode; † 30. November 1924 in Hamburg/Elbe) war ein deutscher Lehrer und Heimatforscher.

## Leben
Brunotte stammte aus einem Vorort von Wernigerode und besuchte das dortige Lyzeum bis 1861. Von 1864 bis 1867 ließ er sich auf dem Lehrerseminar in Barby ausbilden und wurde provisorischer Zweiter Lehrer an der Volksschule in Neinstedt. Nachdem er 1870 die zweite Lehramtsprüfung erfolgreich bestanden hatte, wurde Brunotte fest angestellt.
1873 bewarb sich Brunotte erfolgreich um eine Stelle an der Bürgerschule (später Gymnasium) in Neuhaldensleben, wo er bis zum Erreichen des Ruhestandes 1912 wirkte. 1922 zog er zu seiner Tochter nach Harburg, wo er zwei Jahre später starb.
In seiner Freizeit beschäftigte sich Brunotte, der Mitglied des Aller-Vereins war, intensiv mit Heimatgeschichte und legte mehrere Publikationen vor.